# Никола Пиетранджели
Никола Пиетранджели (на италиански: Nicola Pietrangeli)  [niˈkɔːla pjeˈtrandʒeli] е италиански тенисист.

## Биография
Никола Чирински Пиетранджели е роден на 11 септември 1933 г. в Тунис, тогава френска колония. Баща му е роден в Тунис, но родителите му са италианци, а майка му е рускиня, чийто баща е датчанин.

## Кариера
Никола Пиетранджели прави международния си дебют на Италия Оупън през 1952 г., губи в четири сета от Жак Петен.
Той достига до четири финала на сингъл при мъжете на Ролан Гарос, като печели титлата през 1959 и 1960 г., а губи през 1961 и 1964 г. Печели титлата на Ролан Гарос на двойки мъже през 1959 г. с Орландо Сирола, и печели титлата на смесени двойки през 1958 г. На Уимбълдън Пиетранджели има един полуфинал през 1960 г., където губи от Род Лейвър в 5 сета. Той печели Италия Оупън през 1957 г. и 1961 г. и е класиран като номер 3 в света от Ланс Тингей от Дейли Телеграф през 1959 г. и 1960 г., а също и от Нед Потър през 1961 г.

## Кариерна статистика

#### Титли на сингъл на турнири отГолям шлем(2)
| година | турнир      | съперник    | резултат                          |
| ------ | ----------- | ----------- | --------------------------------- |
| 1959   | Ролан Гарос | Иън Вермаак | 3 – 6, 6 – 3, 6 – 4, 6 – 1        |
| 1959   | Ролан Гарос | Луис Аяла   | 3 – 6, 6 – 3, 6 – 4, 4 – 6, 6 – 3 |

#### Финали на сингъл на турнири отГолям шлем(2)
| година | турнир      | съперник       | резултат                          |
| ------ | ----------- | -------------- | --------------------------------- |
| 1961   | Ролан Гарос | Мануел Сантана | 6 – 4, 1 – 6, 6 – 3, 0 – 6, 2 – 6 |
| 1964   | Ролан Гарос | Мануел Сантана | 3 – 6, 1 – 6, 6 – 4, 5 – 7        |